# Scooter Braun

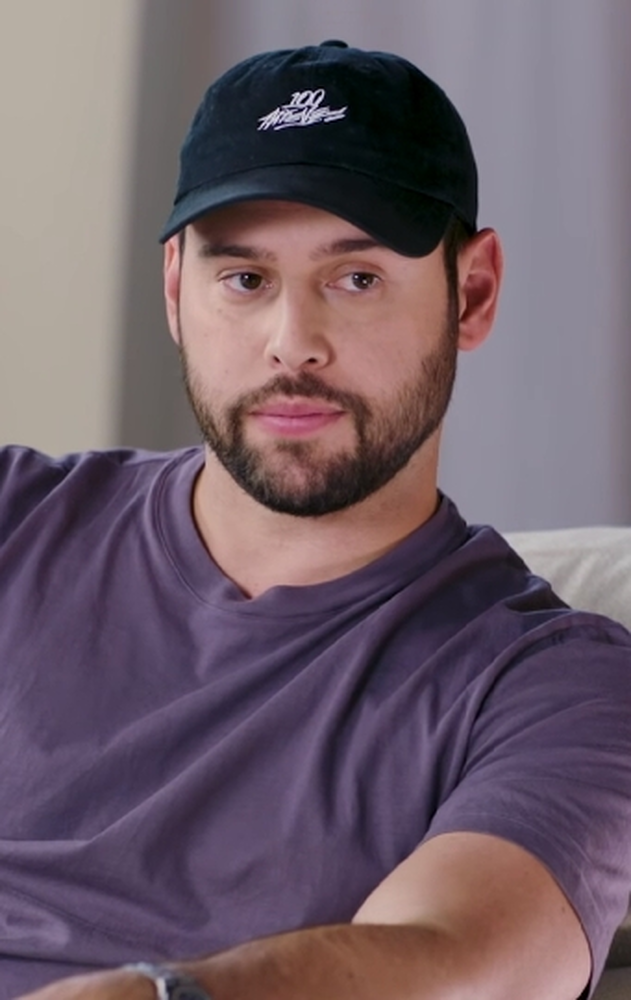
Braun i mars 2020.

Scott Samuel "Scooter" Braun, född 18 juni 1981 i New York, är en amerikansk manager, entreprenör, investerare och filantrop. År 2013 inkluderades Braun på den årliga Time 100-listan över världens mest inflytelserika personer.
Braun har ett företag med Usher Raymond som heter Raymond-Braun Media Group (RBMG). Det skapades 2008 med undertecknandet av Justin Bieber. Schoolboy Records är hans andra (egna) företag som skapades 2007. Artister som Carly Rae Jepsen, Psy, Ariana Grande och Asher Roth har skrivit på för Schoolboy Records.
År 2014 gifte sig Braun med Yael Cohen. Paret har tre barn tillsammans.